# Alaaeldin Abouelkassem

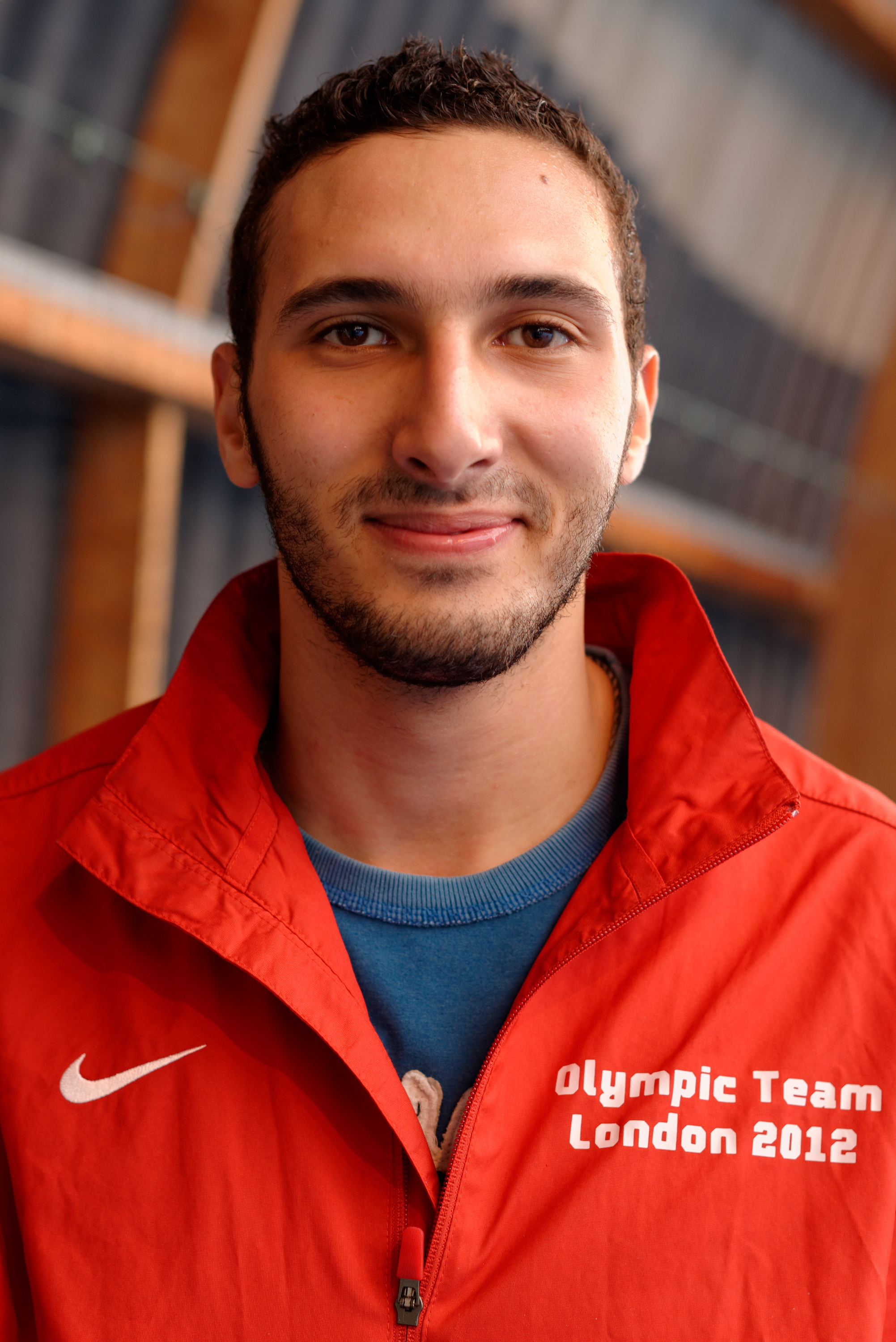
Alaaeldin Abouelkassem (2013)

Alaaeldin Ahmad El-Sayyid Abouelkassem (arabisch علاء الدين أبو القاسم, DMG ʿAlāʾ ad-Dīn Abū l-Qāsim; * 25. November 1990 in Sétif, Algerien) ist ein ägyptischer Florettfechter.
Alaaeldin Abouelkassem wuchs als Sohn eines ägyptischen Vaters und einer algerischen Mutter in Alexandria auf. Im Alter von acht Jahren begann er mit dem Fechtsport im Al-Selah Al-Sakandry Club, einem Sportclub in Alexandria, der 1892 gegründet worden war. Abouelkassem ist Linkshänder.

## Sportliche Laufbahn
2005 wurde Abouelkassem  Mitglied des ägyptischen Nationalteams; im selben Jahr gewann er bei den Mittelmeerspielen in Almería eine Bronzemedaille. 2008 gewann er das Championnats d’Afrique in Casablanca, 2009 in Dakar und 2011 in Kairo.
Bei den Fechtweltmeisterschaften 2011 in Catania belegte Abouelkassem Rang fünf im Florett, nachdem er im Jahr zuvor in Baku Junioren-Weltmeister geworden war. Bei den Panarabischen Spielen 2011 in Doha holte er zweifaches Gold, im Einzel- sowie im Mannschaftswettbewerb.
2012 gewann Abouelkassem erneut das Championnats d’Afrique in Casablanca.
Bei den Olympischen Spielen 2012 in London errang Abouelkassem die Silbermedaille im Florett. Im Achtelfinale hatte er den viermaligen deutschen Weltmeister Peter Joppich besiegt und im Halbfinale den Südkoreaner Choi Byung-chul. Im Finale verlor er gegen den Chinesen Lei Sheng.
Damit war Abouelkassem der erste Ägypter, der bei diesen Spielen eine Medaille für sein Land holte, sowie der erste Afrikaner in der olympischen Geschichte, der eine Medaille im Fechten errang.
2016 wurde Alaaeldin Abouelkassem für den Start bei den Olympischen Spielen in Rio de Janeiro nominiert, für das Einzel und für die Mannschaft. Im Einzel belegte er Rang sieben, mit der Mannschaft Rang elf. 2021 wurde er für die Olympischen Spiele in Tokio nominiert. Bei der Eröffnungsfeier der Olympischen Sommerspiele 2020 trug er wie schon 2016 die Fahne seiner Nation, in Tokio gemeinsam mit der Taekwondoin Hedaya Malak. Im Florett-Einzel belegte er Rang fünf.

## Ehrungen
Alaaeldin Abouelkassem wurde in die Hall of Fame des Weltfechtverbandes Fédération Internationale d’Escrime aufgenommen.